# 渡部暁斗
渡部 暁斗（わたべ あきと、1988年5月26日 - ）は、長野県北安曇郡白馬村出身のノルディック複合競技者。オリンピック2大会（2014年ソチオリンピック、2018年平昌オリンピック）個人ノーマルヒル銀メダリスト。ノルディック複合・ワールドカップ2017-18シーズン個人総合王者。同じくノルディック複合競技者の渡部善斗は実弟。妻はフリースタイルスキー、ハーフパイプ競技者の渡部由梨恵。

## 来歴
長野県白馬高等学校在籍中の2006年トリノオリンピックに出場。
早稲田大学スポーツ科学部進学後は2009年世界選手権の団体戦（湊祐介、加藤大平、渡部暁斗、小林範仁）で、日本の14年ぶり金メダル獲得に貢献した。
2010年1月、ノルディック複合・ワールドカップ（W杯） オーストリア・ゼーフェルト大会で3位となり、初めてW杯個人戦の表彰台に登った。2月にはバンクーバーオリンピックに出場し、個人ラージヒルでは日本勢最高の9位。

### ソチオリンピックシーズンまで
大学卒業後は、北野建設に所属。
2011/12シーズンは序盤から好調で、ワールドカップ開幕戦の フィンランド・クーサモ大会でW杯自己最高順位となる2位。12月のゼーフェルト大会でも同順位に入ると、2月5日の イタリア・ヴァル・ディ・フィエンメ大会で念願の初優勝を果たした。日本人のW杯優勝は2004年3月の高橋大斗以来4人目である。その後も好調を維持し、このシーズンは4勝を挙げて最終戦まで総合優勝の可能性を残した。結局ジャゾン・ラミー＝シャプイ（ フランス）に優勝は譲ったものの、日本人としては1995/96シーズンの荻原健司以来のW杯総合2位という快挙を果たした。
2012-13シーズンは世界選手権で出場4種目中3種目で4位と表彰台をあと一歩で逃し続け、「（4位が）僕の居場所という感じですね」とコメントを残すなど悔しさを味わった。しかし、世界選手権後はW杯で2大会連続で2位に入り、うち3月15日の ノルウェー・オスロ大会では弟・善斗も3位に入り、1995年の荻原兄弟以来となる日本人の兄弟選手によるW杯表彰台獲得を果たした。シーズン個人総合では3位。
2013-14シーズンは夏から好調な滑り出しを見せ、サマーグランプリでは初の総合優勝を果たした。オリンピック前のW杯では優勝こそなかったものの、第2戦リレハンメル大会の2位をはじめ、3位が4回、出場10戦全てで8位以内に入る安定感を見せた。年末にインフルエンザを発症するアクシデントはあったものの、オリンピック前最後のW杯となったオーベルストドルフ大会でも3位に入り、個人総合2位と好調を維持してオリンピック本番を迎えた。
ソチオリンピックでは初戦の個人ノーマルヒルで、前半ジャンプでトップだったエリック・フレンツェル（ ドイツ）から6秒差の2位につけると、後半クロスカントリーではフレンツェルと共にトップ集団を形成。終盤までフレンツェルと互いにトップに出ながら激しく競り合い、スタジアムに入ったところで仕掛けたフレンツェルのスパートに離されたものの、4.2秒差で2位に入り銀メダルを獲得した。オリンピックでのノルディック複合の個人でのメダルは、1994年リレハンメルオリンピックで銀メダルを獲得した河野孝典以来20年ぶり2人目。次の個人ラージヒルでも2個目のメダルが期待されたが、終盤クロスカントリーでの転倒が響いてしまい6位入賞に留まった。団体戦は5位入賞だった。
五輪後のW杯では、最終戦ファルン大会でシーズン初勝利、通算5勝目をあげた。個人総合では1試合のみ22位に沈んだ大会が有ったため五輪前の総合2位から順位を落としたが、2シーズン連続で3位入賞。

### 平昌オリンピックシーズンまで
2014-15シーズンは個人第1戦のルカ大会で4位となるスタート。1月4日のショーナッハ大会で2位となり、シーズン初の表彰台を獲得。2月にファルンで開催された世界選手権では個人・団体とも表彰台入りはならなかったが、世界選手権後のW杯では2勝をあげ（通算7勝）、W杯個人総合では3シーズンぶりの2位となった。
2015-16シーズンは初戦のリレハンメル大会で2位でスタートすると、優勝こそなかったが、自身最多のシーズン8度の準優勝、4度の3位など安定した成績を残し、2年連続の総合2位となった。
2016-17シーズンは世界選手権直前の札幌大会第2戦で2シーズンぶりに優勝すると、世界選手権直後のオスロ大会でも優勝し、最終的に総合3位となり6シーズン連続で総合順位3位以内に入った。世界選手権ではラージヒル個人で銀メダルを獲得すると、弟・善斗とペアで出場した団体スプリントで銅メダルを獲得した。世界選手権での個人メダルは自身初、団体スプリントでのメダル獲得は日本勢初だった。
2017-18シーズンは フィンランド・ルカでのW杯開幕戦で3位となると、翌日の第2戦でシーズン初勝利をあげW杯通算10勝に到達。1月26日から オーストリア・ゼーフェルトにおいて3日間連続で行われた3試合で自身初の3連勝を達成し、自己最多の1シーズン4勝に到達。また、トリプル（3試合の総合成績で優勝を争う）でも優勝した。さらに2月3日の地元白馬大会でも優勝し、4連勝を達成。
平昌オリンピックでは3種目に出場。個人ノーマルヒルはジャンプで105.5メートルの飛躍で首位と38秒差の3位となると、後半クロスカントリーでは前回ソチオリンピック金メダリストのフレンツェルとのデッドヒートとなった。終盤、フレンツェルのスパートに振り切られたが、オリンピック2大会連続での銀メダルを獲得。ラージヒルは前半のジャンプで134メートルを記録して首位に立ったが、後半クロスカントリーでは互いに風よけとなるなど協力しながら追い上げてきたヨハネス・ルゼック、ファビアン・リースレ、エリック・フレンツェルのドイツ勢3人をかわしきれず、5位に終わった。団体はジャンプで3位につけたが、クロスカントリーの中盤でメダル争いから脱落し、4位だった。オリンピック後、2月2日のW杯予選で肋骨を骨折したまま出場していたことが明らかになった。
オリンピック後のW杯では3月10日のオスロ大会でシーズン5勝目をあげると、その後も安定して上位の成績を残し、3月18日の第20戦クリンゲンタール大会で3位に入った時点で、残り2戦を残して総合優勝が決定した。日本勢の個人総合優勝は1994-95シーズンの荻原健司以来で2人目である。さらに3月24日、25日のショナッハ大会で連勝し、荻原を上回る日本人最多シーズン7勝をあげてシーズンを締めくくった。

### 北京オリンピックシーズンまで
2018-19シーズンは、開幕戦の団体戦で5年ぶりの表彰台入りとなる2位となる。個人では開幕戦・第2戦は振るわなかったが、第3戦リレハンメルでのマススタート方式の大会で4位になると、それ以降出場したすべての大会で9位以内に入り、年明け後のオテパー大会でシーズン初の表彰台入りとなる2位。優勝こそならなかったが、2位3回、3位2回で総合2位となった。世界選手権では、個人ラージヒルでは6位、団体スプリントでは4位、個人ノーマルヒルでは銅メダルを獲得。団体ノーマルヒルではジャンプで1位オーストリアと1秒差の2位だったが、4位となった。
2019-20シーズンは、例年になく不調で2019年内のW杯では開幕2戦目で10位に入ったのが最高だった。後半に入り調子を上げ、1月31日のゼーフェルト大会から3大会連続で一ケタ順位を記録。3月1日のラハティ大会でシーズン初優勝 (通算18勝目) を達成したがこれがシーズン唯一の表彰台だった。シーズン総合順位は9位。
2020-21シーズンは、ルカでの開幕戦6位、2戦目3位でシーズン初表彰台。1月23日に山本涼太とペアを組んだラハティ大会団体スプリントで3位となり、この種目でW杯日本勢初表彰台となった。翌1月24日のラハティ大会個人戦では前半ジャンプの2位から後半距離で1位となりシーズン初優勝を達成。通算勝利数は19勝となり、日本勢最多の荻原健司に並んだ。世界選手権では、個人ノーマルヒルでは5位、団体ノーマルヒルでは3大会連続の4位、個人ラージヒルでは日本人の個人種目としては初の3大会連続のメダルとなる銅メダルを獲得。山本涼太と組んだ団体スプリントではジャンプでトップに立つも、ラストスパートでドイツに敗れ4位となった。ワールドカップでは先述のラハティでの優勝1回に加え、準優勝4回、3位2回を挙げ、総合3位で終えた。
2022年北京オリンピックでは、開会式で郷亜里砂と共に日本選手団の旗手を務めた。個人ノーマルヒルでは7位で同種目の3大会連続のメダル獲得は逃したものの、続いて行われた個人ラージヒルと、永井秀昭、渡部暁斗、山本涼太とともに出場した団体の両種目で銅メダルを獲得した。

## 主な戦績

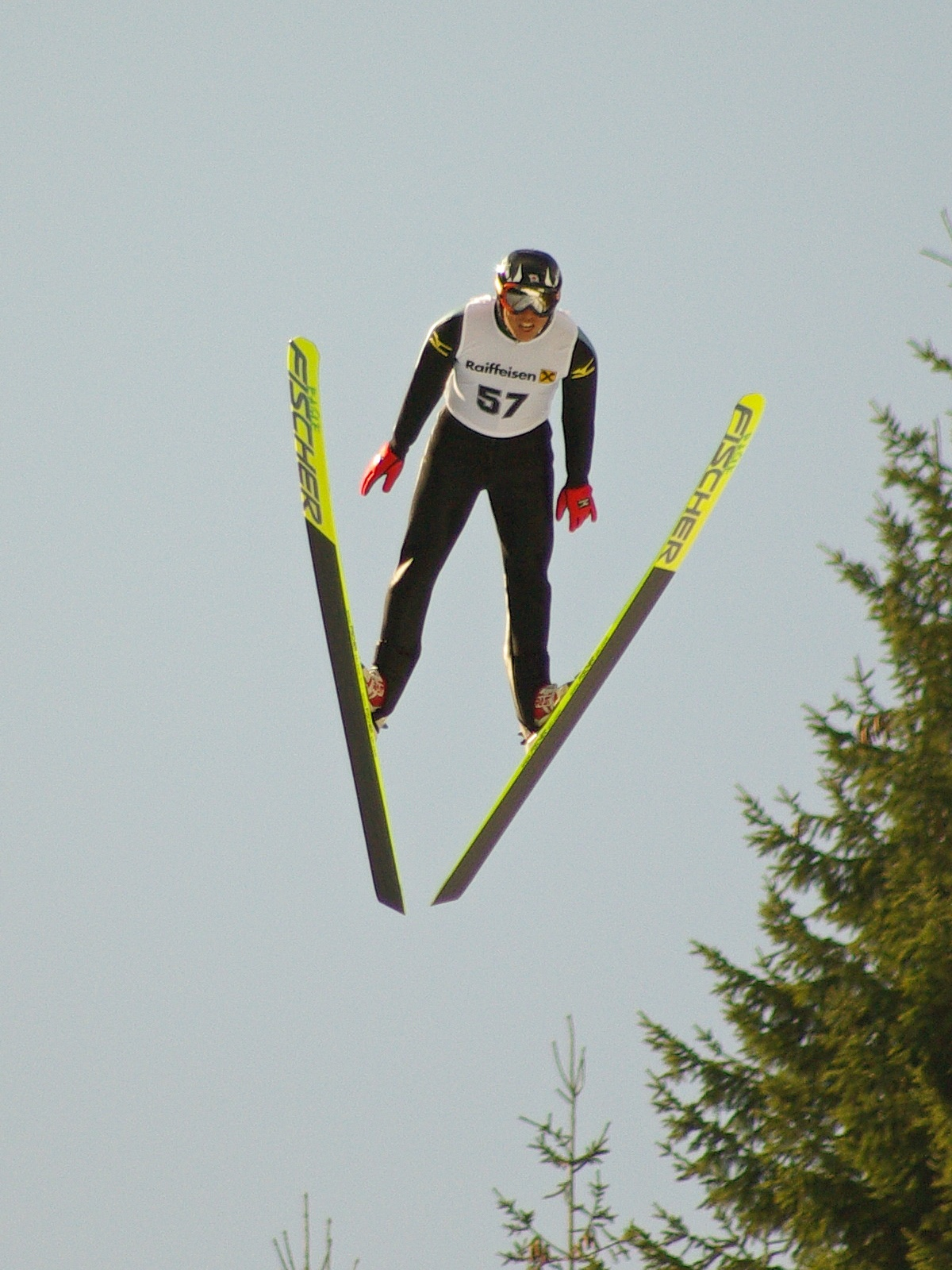
2008年3月 オーストリア アイゼンエルツ

### オリンピック
- 2006年トリノオリンピック（ イタリア）
  - 個人スプリント 19位
- 2010年バンクーバーオリンピック（ カナダ）
  - 個人ノーマルヒル 21位
  - 個人ラージヒル 9位
  - 団体 6位（加藤大平、高橋大斗、渡部暁斗、小林範仁）
- 2014年ソチオリンピック（ ロシア）
  - 個人ノーマルヒル 銀メダル
  - 個人ラージヒル 6位
  - 団体 5位（永井秀昭、湊祐介、渡部善斗、渡部暁斗）
- 2018年平昌オリンピック（ 韓国）
  - 個人ノーマルヒル 銀メダル
  - 個人ラージヒル 5位
  - 団体 4位（渡部善斗、永井秀昭、山元豪、渡部暁斗）
- 2022年北京オリンピック（ 中国）
  - 個人ノーマルヒル 7位
  - 個人ラージヒル 銅メダル
  - 団体 銅メダル（渡部善斗、永井秀昭、山本涼太、渡部暁斗）

### ノルディックスキー世界選手権
- 2007年札幌（ 日本）
  - 個人スプリント 31位
  - 個人グンダーセン 35位
  - 団体 8位
- 2009年リベレツ（ チェコ）
  - 個人ノーマルヒル 33位
  - 団体 優勝
- 2011年オスロ（ ノルウェー）
  - 個人ノーマルヒル 5位
  - 団体ノーマルヒル 6位
  - 個人ラージヒル 13位
  - 団体ラージヒル 5位
- 2013年ヴァル・ディ・フィエンメ（ イタリア）
  - 個人ノーマルヒル 9位
  - 団体ノーマルヒル 4位
  - 個人ラージヒル 4位
  - 団体スプリント 4位
- 2015年ファールン（ スウェーデン）
  - 個人ノーマルヒル 6位
  - 団体ノーマルヒル 6位
  - 個人ラージヒル 7位
  - 団体スプリント 6位
- 2017年ラハティ（ フィンランド）
  - 個人ノーマルヒル 5位
  - 団体ノーマルヒル 4位
  - 個人ラージヒル 2位
  - 団体スプリント 3位
- 2019年ゼーフェルト（ オーストリア）
  - 個人ラージヒル 6位
  - 団体スプリント 4位
  - 個人ノーマルヒル 3位
  - 団体ノーマルヒル 4位
- 2021年オーベルストドルフ（ ドイツ）
  - 個人ノーマルヒル 5位
  - 団体ノーマルヒル 4位
  - 個人ラージヒル 3位
  - 団体スプリント 4位

### FISワールドカップ
- 初出場 2006年3月18日 日本・札幌大会マススタート
- 2017年ルカ・ツアー総合優勝
- 2018年ノルディック複合トリプル（ドイツ語版）優勝

| 個人総合成績（※2021年2月19日現在） | 個人総合成績（※2021年2月19日現在） | 個人総合成績（※2021年2月19日現在） | 個人総合成績（※2021年2月19日現在） | 個人総合成績（※2021年2月19日現在） |
| シーズン                           | 総合                               | 優勝                               | 準優勝                             | 3位                                |
| ---------------------------------- | ---------------------------------- | ---------------------------------- | ---------------------------------- | ---------------------------------- |
| 2005/06                            | 47位                               | 0回                                | 0回                                | 0回                                |
| 2008/09                            | 38位                               | 0回                                | 0回                                | 0回                                |
| 2009/10                            | 18位                               | 0回                                | 0回                                | 1回                                |
| 2010/11                            | 11位                               | 0回                                | 0回                                | 0回                                |
| 2011/12                            | 2位                                | 4回                                | 3回                                | 2回                                |
| 2012/13                            | 3位                                | 0回                                | 5回                                | 1回                                |
| 2013/14                            | 3位                                | 1回                                | 2回                                | 4回                                |
| 2014/15                            | 2位                                | 2回                                | 2回                                | 1回                                |
| 2015/16                            | 2位                                | 0回                                | 8回                                | 4回                                |
| 2016/17                            | 3位                                | 2回                                | 1回                                | 4回                                |
| 2017/18                            | 1位                                | 8回                                | 2回                                | 4回                                |
| 2018/19                            | 2位                                | 0回                                | 3回                                | 2回                                |
| 2019/20                            | 9位                                | 1回                                | 0回                                | 0回                                |
| 2020/21                            | 3位                                | 1回                                | 4回                                | 2回                                |
| 合計                               |                                    | 19回                               | 30回                               | 25回                               |

| ワールドカップ個人表彰台 | ワールドカップ個人表彰台 | ワールドカップ個人表彰台 | ワールドカップ個人表彰台 | ワールドカップ個人表彰台 | ワールドカップ個人表彰台 |
| シーズン                 | 開催日                   | 開催地                   | 種目                     | 成績                     |                          |
| ------------------------ | ------------------------ | ------------------------ | ------------------------ | ------------------------ | ------------------------ |
| 2009-10                  | 2010年1月30日            | ゼーフェルト             | HS100/10.0km             | 3位                      |                          |
| 2011-12                  | 2011年11月25日           | クーサモ                 | HS142/10.0km             | 準優勝                   |                          |
| 2011-12                  | 2011年11月26日           | クーサモ                 | HS142/10.0km             | 3位                      |                          |
| 2011-12                  | 2011年11月26日           | ゼーフェルト             | HS109/10.0km             | 準優勝                   |                          |
| 2011-12                  | 2012年2月5日             | ヴァル・ディ・フィエンメ | HS134/10.0km             | 優勝(1)                  |                          |
| 2011-12                  | 2012年2月10日            | アルマトイ               | HS140/10.0km             | 3位                      |                          |
| 2011-12                  | 2012年2月11日            | アルマトイ               | HS140/10.0km             | 準優勝                   |                          |
| 2011-12                  | 2012年2月18日            | クリンゲンタール         | HS140/10.0km             | 優勝(2)                  |                          |
| 2011-12                  | 2012年2月26日            | リベレツ                 | HS134/10.0km             | 優勝(3)                  |                          |
| 2011-12                  | 2012年3月9日             | オスロ                   | HS106/10.0km             | 優勝(4)                  |                          |
| 2012-13                  | 2013年1月6日             | ショナッハ               | HS106/10.0km             | 準優勝                   |                          |
| 2012-13                  | 2013年1月12日            | ショー＝ヌーヴ           | HS118/10.0km             | 3位                      |                          |
| 2012-13                  | 2013年2月9日             | アルマトイ               | HS140/10.0km             | 準優勝                   |                          |
| 2012-13                  | 2013年2月10日            | アルマトイ               | HS140/10.0km             | 準優勝                   |                          |
| 2012-13                  | 2013年3月8日             | ラハティ                 | HS130/10.0km             | 準優勝                   |                          |
| 2012-13                  | 2013年3月15日            | オスロ                   | HS134/10.0km             | 準優勝                   |                          |
| 2013-14                  | 2013年12月7日            | リレハンメル             | HS100/10.0km             | 準優勝                   |                          |
| 2013-14                  | 2013年12月8日            | リレハンメル             | HS138/10.0km             | 3位                      |                          |
| 2013-14                  | 2013年12月21日           | ショナッハ               | HS106/10.0km             | 3位                      |                          |
| 2013-14                  | 2013年12月22日           | ショナッハ               | HS106/10.0km             | 3位                      |                          |
| 2013-14                  | 2014年1月26日            | オーベルストドルフ       | HS137/10.0km             | 3位                      |                          |
| 2013-14                  | 2014年2月28日            | ラハティ                 | HS130/10.0km             | 準優勝                   |                          |
| 2013-14                  | 2014年3月15日            | ファルン                 | HS100/10.0km             | 優勝(5)                  |                          |
| 2014-15                  | 2015年1月4日             | ショナッハ               | HS106/10.0km             | 準優勝                   |                          |
| 2014-15                  | 2015年1月18日            | ゼーフェルト             | HS109/15.0km             | 3位                      |                          |
| 2014-15                  | 2015年1月24日            | 札幌                     | HS134/10.0km             | 準優勝                   |                          |
| 2014-15                  | 2015年3月6日             | ラハティ                 | HS130/10.0km             | 優勝(6)                  |                          |
| 2014-15                  | 2015年3月14日            | オスロ                   | HS134/15.0km             | 優勝(7)                  |                          |
| 2015-16                  | 2015年12月5日            | リレハンメル             | HS138/10.0km             | 準優勝                   |                          |
| 2015-16                  | 2016年1月23日            | ショー＝ヌーヴ           | HS118/10.0km             | 3位                      |                          |
| 2015-16                  | 2016年1月24日            | ショー＝ヌーヴ           | HS118/10.0km             | 3位                      |                          |
| 2015-16                  | 2016年1月29日            | ゼーフェルト             | HS100/10.0km             | 準優勝                   |                          |
| 2015-16                  | 2016年1月30日            | ゼーフェルト             | HS100/10.0km             | 準優勝                   |                          |
| 2015-16                  | 2016年1月31日            | ゼーフェルト             | HS100/10.0km             | 準優勝                   |                          |
| 2015-16                  | 2016年2月9日             | オスロ                   | HS134/10.0km             | 準優勝                   |                          |
| 2015-16                  | 2016年2月10日            | トロンハイム             | HS140/10.0km             | 準優勝                   |                          |
| 2015-16                  | 2016年2月19日            | ラハティ                 | HS130/10.0km             | 準優勝                   |                          |
| 2015-16                  | 2016年2月21日            | ラハティ                 | HS130/10.0km             | 3位                      |                          |
| 2015-16                  | 2016年2月23日            | クオピオ                 | HS130/10.0km             | 準優勝                   |                          |
| 2015-16                  | 2016年3月5日             | ショナッハ               | HS106/10.0km             | 3位                      |                          |
| 2016-17                  | 2016年11月27日           | ルカ                     | HS142/10.0km             | 3位                      |                          |
| 2016-17                  | 2017年1月15日            | ヴァル・ディ・フィエンメ | HS134/10.0km             | 3位                      |                          |
| 2016-17                  | 2017年1月21日            | ショー＝ヌーヴ           | HS118/10.0km             | 3位                      |                          |
| 2016-17                  | 2017年2月10日            | 札幌                     | HS137/10.0km             | 準優勝                   |                          |
| 2016-17                  | 2017年2月11日            | 札幌                     | HS137/10.0km             | 優勝(8)                  |                          |
| 2016-17                  | 2017年3月11日            | オスロ                   | HS134/10.0km             | 優勝(9)                  |                          |
| 2016-17                  | 2017年3月19日            | ショナッハ               | HS106/10.0km             | 3位                      |                          |
| 2017-18                  | 2017年11月24日           | ルカ                     | HS142/5.0km              | 3位                      |                          |
| 2017-18                  | 2017年11月25日           | ルカ                     | HS142/10.0km             | 優勝(10)                 |                          |
| 2017-18                  | 2018年1月20日            | ショー＝ヌーヴ           | HS118/10.0km             | 準優勝                   |                          |
| 2017-18                  | 2018年1月26日            | ゼーフェルト             | HS109/5.0km              | 優勝(11)                 |                          |
| 2017-18                  | 2018年1月27日            | ゼーフェルト             | HS109/10.0km             | 優勝(12)                 |                          |
| 2017-18                  | 2018年1月28日            | ゼーフェルト             | HS109/15.0km             | 優勝(13)                 |                          |
| 2017-18                  | 2018年2月4日             | 白馬                     | HS134/10.0km             | 優勝(14)                 |                          |
| 2017-18                  | 2018年2月4日             | 白馬                     | HS134/10.0km             | 3位                      |                          |
| 2017-18                  | 2018年3月10日            | オスロ                   | HS134/10.0km             | 優勝(15)                 |                          |
| 2017-18                  | 2018年3月13日            | トロンハイム             | HS140/10.0km             | 準優勝                   |                          |
| 2017-18                  | 2018年3月17日            | クリンゲンタール         | HS140/10.0km             | 3位                      |                          |
| 2017-18                  | 2018年3月18日            | クリンゲンタール         | HS140/10.0km             | 3位                      |                          |
| 2017-18                  | 2018年3月24日            | ショナッハ               | HS106/10.0km             | 優勝(16)                 |                          |
| 2017-18                  | 2018年3月25日            | ショナッハ               | HS106/15.0km             | 優勝(17)                 |                          |
| 2018-19                  | 2019年1月5日             | オテパー                 | HS100/10.0km             | 準優勝                   |                          |
| 2018-19                  | 2019年1月6日             | オテパー                 | HS100/10.0km             | 3位                      |                          |
| 2018-19                  | 2019年1月13日            | ヴァル・ディ・フィエンメ | HS135/10.0km             | 3位                      |                          |
| 2018-19                  | 2018年1月19日            | ショー＝ヌーヴ           | HS118/10.0km             | 準優勝                   |                          |
| 2018-19                  | 2019年2月10日            | ラハティ                 | HS130/10.0km             | 準優勝                   |                          |
| 2019-20                  | 2020年3月1日             | ラハティ                 | HS130/10.0km             | 優勝(18)                 |                          |
| 2020-21                  | 2020年11月28日           | ルカ                     | HS142/10.0km             | 3位                      |                          |
| 2020-21                  | 2021年1月24日            | ラハティ                 | HS130/10.0km             | 優勝(19)                 |                          |
| 2020-21                  | 2021年1月29日            | ゼーフェルト             | HS100/5.0km              | 準優勝                   |                          |
| 2020-21                  | 2021年1月30日            | ゼーフェルト             | HS100/10.0km             | 準優勝                   |                          |
| 2020-21                  | 2021年1月31日            | ゼーフェルト             | HS100/15.0km             | 3位                      |                          |
| 2020-21                  | 2021年2月7日             | クリンゲンタール         | HS140/10.0km             | 準優勝                   |                          |
| 2020-21                  | 2021年3月20日            | クリンゲンタール         | HS140/10.0km             | 準優勝                   |                          |

| ワールドカップ団体表彰台 | ワールドカップ団体表彰台 | ワールドカップ団体表彰台 | ワールドカップ団体表彰台 | ワールドカップ団体表彰台               | ワールドカップ団体表彰台 |
| 開催日                   | 開催地                   | 種目                     | 成績                     | メンバー                               |                          |
| ------------------------ | ------------------------ | ------------------------ | ------------------------ | -------------------------------------- | ------------------------ |
| 2013年12月1日            | クーサモ                 | HS142/4×5.0km            | 3位                      | 加藤大平、渡部善斗、永井秀昭、渡部暁斗 |                          |
| 2018年11月25日           | ルカ                     | HS142/4×5.0km            | 準優勝                   | 山元豪、渡部善斗、永井秀昭、渡部暁斗   |                          |
| 2020年1月25日            | オーベルストドルフ       | HS140/4×5.0km            | 3位                      | 渡部暁斗、山本涼太、永井秀昭、渡部善斗 |                          |
| 2021年1月23日            | ラハティ                 | HS130/2×7.5km            | 3位                      | 山本涼太、渡部暁斗                     |                          |

### ノルディックスキージュニア世界選手権
- 2005年 フィンランド・ロヴァニエミ大会 
  - 個人スプリント 50位
  - 団体 8位
- 2006年 スロベニア・クラーニ大会
  - 個人スプリント2位
  - 個人グンダーセン7位
  - 団体 11位
- 2007年 イタリア・タルヴィージオ大会
  - 個人スプリント 18位
  - 個人グンダーセン 19位
  - 団体 7位
- 2008年 ポーランド・ザコパネ大会
  - 個人スプリント 4位
  - 個人グンダーセン 13位
  - 団体 13位